# فرودگاه کپتن جک توماس/ال درادو
فرودگاه کپتن جک توماس/ال درادو (به انگلیسی: Captain Jack Thomas/El Dorado Airport) یک فرودگاه همگانی بهره‌برداری هوایی با کد یاتا EDK است که یک باند فرود آسفالت دارد و طول باند آن ۱۲۸۱ متر است. این فرودگاه در کشور ایالات متحده آمریکا قرار دارد و در ارتفاع ۴۲۰ متری از سطح دریا واقع شده‌است.